# 吳勝銘
吳勝銘（1961年9月19日—）是臺灣長跑運動員，育有二子。

## 個人年表
- 2000年：尼泊爾山地100公里賽，14小時55分，外國參賽者中完成的第一人。
- 2003年：東吳超馬國內第四
- 2004年：東吳超馬國內第二
- 2005年：東吳超馬國內第二
- 2006年：24小時超級馬拉松世界盃第26名
- 2007年：東吳超馬國內第一
- 2008年：東吳超馬國內第一
- 2008年：希臘雅典國際超級馬拉松七日賽806km台灣記錄保持人
- 2009年：希臘雅典國際超級馬拉松七日賽749公里第4名
- 2013年：台東池上馬拉松120公里第1名
- 2015年：馬來西亞UM 24小時國際超級拉松第2名
- 2020年：希臘雅典國際超級馬拉松三日賽第3名
- 東吳24小時超馬連續十二屆完賽
- Spartathlon斯巴達超級馬拉松完賽六次(2007-2016)
- 中華民國超級馬拉松運動協會理事長(2011~2019)
- 新北市捷豹慢跑協會理事長

## 學歷
- 國立台灣科技大學。
- 國立交通大學(碩士)。
- 暨南大學(博士)。

## 外部連結
- . 2007年  [2011-04-08]. （原始内容存档于2016-03-05） （中文（臺灣））.
- 韓婷婷. . 中央社. 2009年5月13日  [2019年7月18日]. （原始内容存档于2019年7月18日） （中文（臺灣））.
- . 2009年  [2017-12-05]. 原始内容存档于2010-08-14 （中文（臺灣））.
- 吳勝銘. . 運動筆記. 2014年1月20日 （中文（臺灣））.